# 保安寺
保安寺，位于中国青海省海东市乐都区高庙镇扎门村，为青海省市县级文物保护单位，公布日期为1983年5月23日，类型为古建筑。
保安寺的历史年代为清。